# Xã Windsor, Quận York, Pennsylvania
Xã Windsor (tiếng Anh: Windsor Township) là một xã thuộc quận York, tiểu bang Pennsylvania, Hoa Kỳ. Năm 2010, dân số của xã này là 17.504 người.